# سخنرانی استالین در تئاتر بالشوی

سخنرانی استالین ۱۱ دسامبر ۱۹۳۷ که مدّت‌ها از آثار وی حذف شده بود، درس‌های قابل تأمّلی دارد و با توجه به زمان سخنرانی، از اهمیت زیادی برخوردار است.
بعد از تیرباران امثال گریگوری زینوویف و لو کامنف زمانی که کم‌کم «آردان مارکیزوف» و «لو شوبنیکوف» و نیکلای بوخارین و «آلکسی ایوانویج ریکوف» و «ژنرال میخائیل توخاچفسکی»... هم، دستگیر و محاکمه می‌شدند، در دورانی که زندانیان سیاسی مجبور بودند خودشان را ضدانقلابی، نفوذی دشمن و همکار نازی‌ها معرفی کنند، رهبر وقت اتحاد جماهیر شوروی با خوش آمدگویی نیکیتا سرگیویچ خروشچف رئیس سازمان حزبی پایتخت، در تالار بولشوی مسکو شروع به صحبت کرد و ضمن اشاره به انتخابات، خط و نشان هم کشید. (۱۱ دسامبر ۱۹۳۷)
استالین در سخنرانی ۲۵ دقیقه‌ای خودش که حدود ۳۰ مرتبه با کف زدنهای طولانی همراه بود.
گفت انتخابات آزاد و واقعاً دموکراتیک تنها می‌تواند در یک سیستم سوسیالیستی انجام شود و انتخابات در شوروی واقعاً آزاد و واقعاً دموکراتیک است و هیچ سابقه‌ای در تاریخ بشر ندارد.
شما می‌توانید با خیال راحت روی رفیق استالین حساب کنید. رفیق استالین می‌تواند وظیفه خودش را نسبت به طبقه کارگر، دهقانان و روشنفکران به انجام رساند...
استالین در پایان صحبتش به نقل از نیکلای گوگول نویسندهٔ بزرگ روس گفت:
آدمهایی هستند که مشخص نیست کیستند و چکار می‌کنند. هیچ جوری‌شان معلوم نیست. نیو گُورادِه باگدان. نیو سِله سِلیفان
(نه زنگی زنگی اند نه رومی رومی)
بعد اضافه نمود در هر خانواده‌ای بالاخره کسی هست که با بقیه جور نیست. در هر خانواده‌ای گوسفند سفید و سیاه، هردو پیدا می‌شود. و صفوف بلشویکها هم چنین است...
استالین با اشاره به سخن نیکلای گوگول نه تنها به تصفیه‌های خونینی که جریان داشت، گوشه زد، نشان داد تصفیه‌ها ادامه خواهد داشت و این مسئله در فضای رعب‌انگیزی محاکمه‌های مسکو معنای ویژه خودش را داشت.
استالین که در اواخر صحبتش چند بار تعبیر «کاک لنین»(شبیه لنین) را تکرار نمود، با اشاره به لنین که باید چون او بی‌باک در میدان نبرد و بی رحم نسبت به دشمنان مردم بود و نباید از چیزی و کسی هراسید و باید چون او در تصمیمات سخت و پیچیده همه جوانب امور را در نظر گرفت و عاشق مردم بود. در واقع عملکرد خودش را با روش و منش لنین این همانی می‌کرد.
سخنرانی استالین در تئاتر بزرگ مسکو (۱۱ دسامبر ۱۹۳۷) تا سالها از آثار استالین حذف شده بود.